# I Will Catch U (曲)
「I Will Catch U」(アイ・ウィル・キャッチ・ユー）は、NOKKOの3枚目のシングルである。

## 概要
- 海外のみの発売。
- アメリカではレコード、ヨーロッパではシングルCDとしても発売された、全米ビルボードのダンスチャートで11位を記録。
- ミュージック・ビデオが存在し、VHS『GO GO HAPPY DAY』、DVD『CLUB HALLELUJAH & CLIPS』[2]、BOX『NOKKO ARCHIVES 1992-2000』[3]に収録されている。MVを含む一連のアート・ディレクションを手掛けたのはエレン・フォン・アンワースで、MVは当時現地で評判を呼んだ[1]。またニューヨークでクラブイベントを開催したり、ダンスチャートでの注目から、ベルリンのゲイクラブに招かれたこともあった[1]
- 日本語ヴァージョンは同年の同名アルバムに収録されている。

## 収録曲
US 12"レコード
1. I Will Catch U (More Than Enuff Mix)
2. I Will Catch U (DJ EFX's Deep Hump Mix)
3. I Will Catch U (Original Mix)
4. I Will Catch U (DJ EFX's Tribal Acid Bonus)

## 収録アルバム
- CALL ME NIGHTLIFE (#1、オリジナル・バージョン)
- I Will Catch U. (#1、日本語バージョン）
- THE BEST OF NOKKO (#1、日本語バージョン)
- NOKKO'S SELECTION, NOKKO'S BEST (#1、日本語バージョン)